# 譚玉齡
譚玉齡（1920年8月11日—1942年8月14日），滿族，他他拉氏。滿洲國貴妃。

## 生平
出生在一個北京的旗人家庭，与其他滿人家庭类似，在民国成立后，由於身份會招來麻煩，因此將原满族姓氏按音轉關係改成漢姓譚。
1937年初正在北京讀中學堂的譚玉齡被满洲国皇帝溥仪選中，從北京赴滿洲國首都新京（今長春），成为溥儀的妾室。当年4月6日（农历二月二十五日），谭玉龄在新京的滿洲國皇宮被正式冊封為祥贵人。《爱新觉罗宗谱·星源集庆》所记，谭玉龄封号为庆贵人。秦翰才称宫中呼她为“董贵人”。
婚後，譚玉齡與溥儀感情甚篤。緝熙樓為她在滿洲國皇宮居住的客廳。五年後，譚玉齡因傷寒去世，得年22歲，被追谥為明賢貴妃。按清朝貴妃例治喪，殯於長春般若寺，有禁卫看守。滿洲國垮台後，至长春战役时尚未安葬。之后，溥儀囑族人將其棺柩火化，骨灰轉存於北京親屬處，溥儀獲釋後，曾一度接至自己家中，後由侄兒毓嵒代為安葬。溥儀一直將譚玉齡的玉照帶在身邊，直到1967年逝世；照片背後有“我的最親愛的玉齡”字樣。

## 死因之謎
關於她的死因至今仍是一個謎。在婉容精神失常以後，「御用挂」吉岡安直中將就向溥儀提議選一個日本女人入宮，但溥儀卻因已在北京選好譚玉齡而作罷，使吉岡感到不滿。譚玉齡患有膀胱炎，但在吉岡的一次診治注射後，不到天明即死去。然而譚玉齡是否為吉岡所害並沒有更多證據而眾說紛紜。
譚玉玲骨灰曾陳放在長春偽皇宮的倉庫角落裡無人打理，直到1995年才被族人帶回北京與溥儀合葬。